# Praça Clóvis Beviláqua (São Paulo)

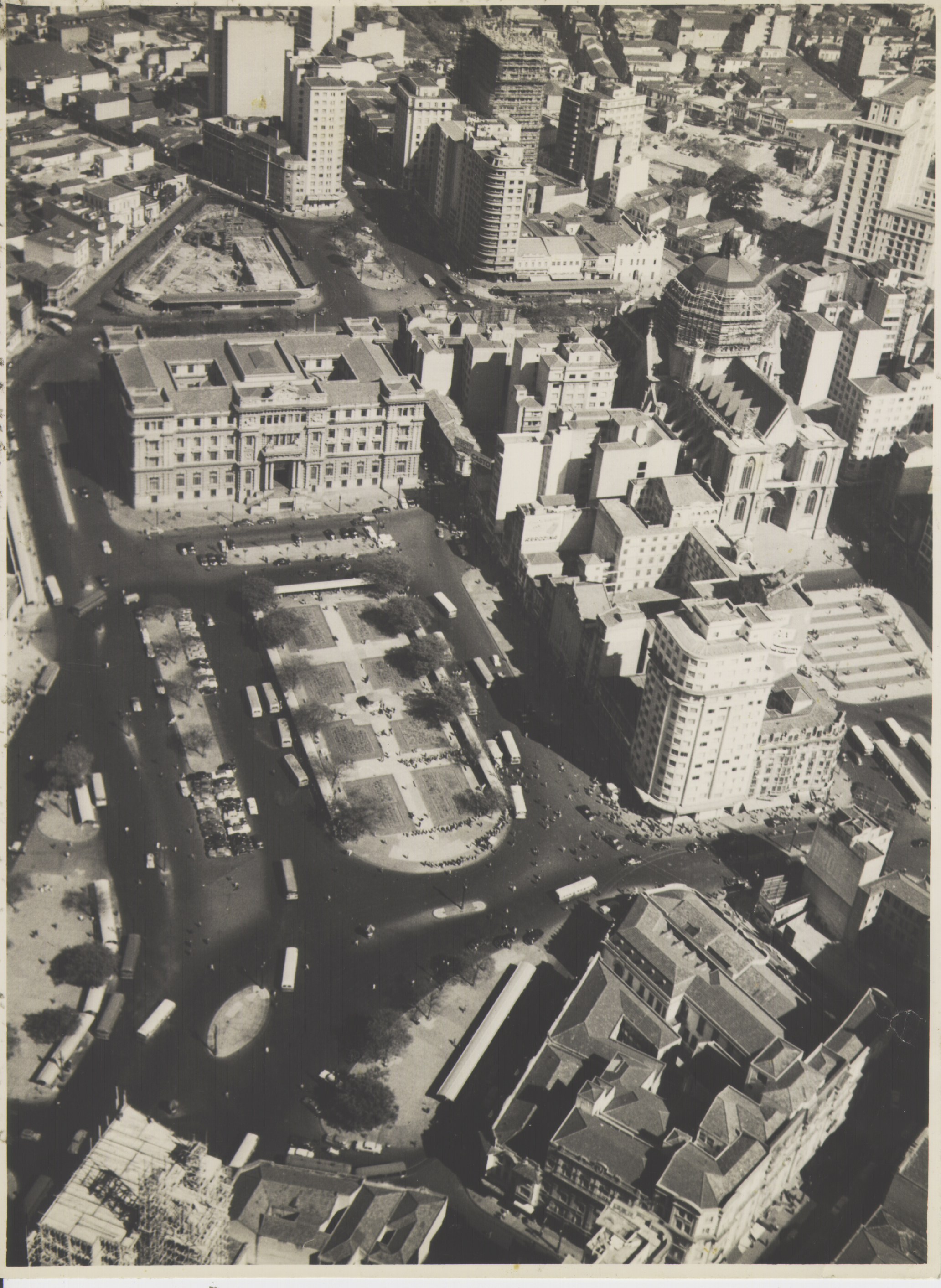
Praças Clovis Bevilácqua (centro) e da Sé (à direita), divididas pelo Palacete Santa Helena, anos 1950. Foto de Werner Haberkorn, Acervo do Museu Paulista da Universidade de São Paulo.

A Praça Clóvis Beviláqua é um logradouro público localizado entre a Avenida Rangel Pestana e as ruas do Carmo, Anita Garibaldi e Roberto Simonsen no Centro de São Paulo

## Arquitetura
A praça é uma das mais tradicionais da urbe paulistana é onde está localizadas várias edificações importantes da cidade e desde 1947 tem esse nome em homenagem ao escritor e jurista brasileiro Clóvis Beviláqua.